# Länsväg 175
Länsväg 175 är en cirka 73 km lång länsväg som går mellan Säffle och Arvika i Värmland. Vägen passerar bland annat sjöarna Glafsfjorden och Harefjorden.

## Anslutningar
Den ansluter till:
- Europaväg E45
- Europaväg E18, en kort gemensam sträcka sydost om Nysäter.
- Riksväg 61
- Länsväg 172

Väg 175 korsar två järnvägar, Norge/Vänernbanan i Säffle och Värmlandsbanan i Arvika, båda planskilt.

## Broar
Väg 175 korsar Säffle kanal två gånger. En bro är gemensam med E18 och cirka 250 meter lång. Den andra bron, Skasåsbron, korsar Glafsfjorden och är cirka 600 meter lång. Båda har 16 meter segelfri höjd.

## Historia
Vägen mellan Säffle och Arvika har haft nummer 175 sedan 1940-talet.
Kring 1990 gjorde en förändring i sträckningen, då en ny väg byggdes mellan Säffle och E18 öster om sjön Harefjorden, och då började en gemensam sträckning med E18 att användas. Innan dess gick väg 175 väster om Harefjorden. Norr om E18 går väg 175 i samma sträckning som på 1960-talet. Ett vägbygge gjordes 1963  Arvika-Stavnäs då vägen rätades och breddades och en ny väg byggdes Klässbol-Stavnäs. Skasåsbron fanns redan innan dess men var öppningsbar, och en ny bro byggdes 1993.